# Вітрильний спорт на літніх Паралімпійських іграх 2012
Змагання з вітрильного спорту на літніх Паралімпійських іграх 2012 року пройдуть в Національній академії вітрильного спорту Уеймута та Портленда на півдні Англії з 1 по 6 вересня.

## Класифікація спортсменів
Спортсмени будуть класифіковані на різні групи в залежності від ступеня інвалідності. Система класифікації дозволяє спортсменам з однаковими порушеннями конкурувати на рівних.

Вітрильний спорт має три категорії човнів на Іграх: яхти на 3, 2 людини та одиночна яхта. Кожен човен використовує власну класифікацію системи очок, щоб набрати команду.
- Яхта на 3 спортсмена (Three-Person Keelboat): кожному спортсмену присвоюється бал від 1 до 7 на основі ускладнень для виконання завдання, що виникли внаслідок порушення. Чим менше бал, тим менше можливостей має спортсмен. Загальна сума трьох спортсменів не повинна перевищувати 14 балів.
- Яхта на 2 спортсмена (Two-Person Keelboat): спортсменам присвоюється клас «TPA», якщо вони мають порушення з більшим впливом на виконання завдання. «TPB» спортсмени мають порушення з меншим впливом. Один «TPA» спортсмен і один «TPB» спортсмен утворюють пару для змагань.
- Яхта-одиночка (Single-Person Keelboat): спортсмен повинен відповідати мінімальним вимогам для цього спорту, що є еквівалентом 7 балів на яхті для 3 спортсменів.

## Змагання
- Яхти на 3 спортсмена
- Яхти на 2 спортсмена
- Яхти-одиночки

## Лідери за етапами

### Яхти на 3 спортсмена
| Місце | Етапи     | Етапи      | Етапи           | Етапи       | Етапи           | Етапи           | Етапи | Етапи | Етапи | Етапи | Етапи |
| Місце | 1         | 2          | 3               | 4           | 5               | 6               | 7     | 8     | 9     | 10    | 11    |
| ----- | --------- | ---------- | --------------- | ----------- | --------------- | --------------- | ----- | ----- | ----- | ----- | ----- |
| 1     | Австралія | Німеччина  | Нідерланди      | Німеччина   | Велика Британія | Велика Британія | 0     | 0     | 0     | 0     | 0     |
| 2     | Франція   | Нідерланди | Канада          | Пуерто Рико | Данія           | Франція         | 0     | 0     | 0     | 0     | 0     |
| 3     | США       | Австралія  | Велика Британія | Куба        | Норвегія        | Австралія       | 0     | 0     | 0     | 0     | 0     |

### Яхти на 2 спортсмена
| Місце | Етапи           | Етапи           | Етапи     | Етапи           | Етапи           | Етапи     | Етапи | Етапи | Етапи | Етапи | Етапи |
| Місце | 1               | 2               | 3         | 4               | 5               | 6         | 7     | 8     | 9     | 10    | 11    |
| ----- | --------------- | --------------- | --------- | --------------- | --------------- | --------- | ----- | ----- | ----- | ----- | ----- |
| 1     | Австралія       | Велика Британія | США       | США             | Велика Британія | Австралія | 0     | 0     | 0     | 0     | 0     |
| 2     | Велика Британія | Австралія       | Австралія | Велика Британія | Австралія       | США       | 0     | 0     | 0     | 0     | 0     |
| 3     | США             | Канада          | Канада    | Австралія       | США             | Австралія | 0     | 0     | 0     | 0     | 0     |

### Яхти-одиночки
| Місце | Етапи           | Етапи           | Етапи      | Етапи      | Етапи      | Етапи      | Етапи | Етапи | Етапи | Етапи | Етапи |
| Місце | 1               | 2               | 3          | 4          | 5          | 6          | 7     | 8     | 9     | 10    | 11    |
| ----- | --------------- | --------------- | ---------- | ---------- | ---------- | ---------- | ----- | ----- | ----- | ----- | ----- |
| 1     | Франція         | Велика Британія | Франція    | Нідерланди | Нідерланди | Норвегія   | 0     | 0     | 0     | 0     | 0     |
| 2     | Велика Британія | Нідерланди      | Нідерланди | Австралія  | США        | Франція    | 0     | 0     | 0     | 0     | 0     |
| 3     | США             | Німеччина       | Ізраїль    | США        | Греція     | Нідерланди | 0     | 0     | 0     | 0     | 0     |

## Медальний залік
| Змагання             | Золото | Срібло | Бронза |
| -------------------- | ------ | ------ | ------ |
| Яхти на 3 спортсмена |        |        |        |
| Яхти на 2 спортсмена |        |        |        |
| Яхти-одиночки        |        |        |        |